# Onalcidion pictulum
Onalcidion pictulum là một loài bọ cánh cứng trong họ Cerambycidae.